# Tougher Than Leather
Tougher Than Leather es el vigesimonoveno álbum de estudio del músico estadounidense Willie Nelson publicado por la compañía discográfica Columbia Records en 1983. Alcanzó el puesto cuatro en la lista estadounidense de álbumes country y el 39 en la lista Billboard 200.

## Lista de canciones
Todas las canciones escritas y compuestas por Willie Nelson excepto donde se anota.
1. "My Love for the Rose" - 0:37
2. "Changing Skies" - 3:03
3. "Tougher Than Leather" - 4:53
4. "Little Old Fashioned Karma" - 3:18
5. "Somewhere in Texas, Pt. 1" - 0:53
6. "The Beer Barrel Polka" (Tradicional, arr. Bobbie Nelson) - 2:43
7. "Summer of Roses" - 3:12
8. "Somewhere in Texas, Pt. 2" - 0:55
9. "My Love for the Rose" - 0:37
10. "The Convict and the Rose" - 3:52
11. "Changing Skies" - 0:54
12. "I Am the Forest" - 4:17
13. "Nobody Slides, My Friend" - 1:39

## Personal
- Willie Nelson - guitarra, voz
- Grady Martin - guitarra
- Jody Payne - guitarra
- Bee Spears - bajo
- Paul English - batería
- Bobby Nelson - piano
- Johnny Gimble - violín, mandolina
- Mickey Raphael - armónica

## Posición en listas
| País           | Lista              | Posición |
| -------------- | ------------------ | -------- |
| Estados Unidos | Billboard 200      | 39       |
| Estados Unidos | Top Country Albums | 4        |